# Anammoxosoma

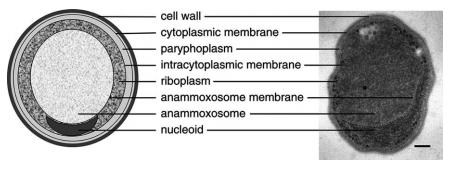
Compartimentazione di un batterio anammox. Notare l'anammoxosoma.

L'anammoxosoma è un compartimento membranoso presente nei batteri che effettuano metabolismo anammox. Questa struttura non solo funge da impalcatura per il metabolismo batterico, ma, essendo estremamente densa, impedisce la dispersione dell'idrazina, intermedio estremamente tossico dell'anammox.

## Struttura e funzione

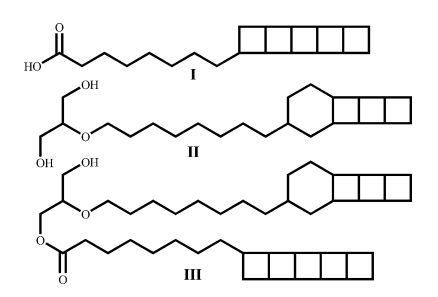
Ladderani trovati nelle membrane dell'anammoxosoma.

La membrana dell'anammoxosoma contiene un mix di acidi grassi con legami estere ed etere. Questi lipidi sono estremamente poco convenzionali. Si tratta di ladderani, molecole contenenti tre o quattro molecole di ciclobutano. All'interno della membrana sono inseriti gli enzimi necessari per il metabolismo anammox: nitrito reduttasi, idrazina idrolasi ed idrazina deidrogenasi.